# Liste des phares de l'Alaska
Liste des phares d'Alaska aux États-Unis, répertoriés par l'United States Coast Guard.
Avant que les États-Unis n'aient acheté l'Alaska aux Russes, ceux-ci avaient déjà construit un phare à Sitka. Il a été entretenu par l'armée jusqu'en 1877. La majorité des phares actuels ont été construits au début du XXe siècle, mais reconstruits ou modifiés ultérieurement. Le dernier a été érigé en 1950 sur l'île Unimak.
|                            | Illustration | Localisation                        | Géolocalisation               | Hauteur          | Date de construction | Automatisation | État actuel         |
| -------------------------- | ------------ | ----------------------------------- | ----------------------------- | ---------------- | -------------------- | -------------- | ------------------- |
| Phare du cap Decision      |              | Île Kuiu                            | 56° 00′ 04″ N, 134° 08′ 04″ O | 75 pieds (23 m)  | 1932                 | 1974           | Actif               |
| Phare du cap Hinchinbrook  |              | Île Hinchinbrook                    | 60° 14′ 15″ N, 146° 38′ 48″ O | 67 pieds (20 m)  | 1934                 | 1974           | Actif               |
| Phare du cap Sarichef      |              | Île Unimak                          | 54° 35′ 53″ N, 164° 55′ 39″ O | 170 pieds (52 m) | 1904, 1950           | 1979           | Inactif depuis 1999 |
| Phare du cap St. Elias     |              | île kayak                           | 59° 47′ 54″ N, 144° 35′ 56″ O | 55 pieds (17 m)  | 1916                 | 1974           | Actif               |
| Phare du cap Scotch        |              | Île Unimak                          | 54° 23′ 40″ N, 164° 44′ 41″ O | 45 pieds (14 m)  | 1903, 1950           | 1971           | Actif               |
| Phare du cap Spencer       |              | Passage Cross                       | 58° 11′ 56″ N, 136° 38′ 40″ O | 25 pieds (8 m)   | 1925                 | 1974           | Actif               |
| Phare d'Eldred Rock        |              | Canal Lynn                          | 58° 58′ 15″ N, 135° 13′ 15″ O | 56 pieds (17 m)  | 1905                 | 1973           | Actif               |
| Phare des îles Five Finger |              | Passage Stephens, Passage Frederick | 57° 16′ 13″ N, 133° 37′ 53″ O | 68 pieds (21 m)  | 1902, 1933           | 1984           | Actif               |
| Phare de l'île Sentinel    |              | Canal Lynn                          | 58° 32′ 46″ N, 134° 55′ 13″ O | 51 pieds (16 m)  | 1902, 1935           | 1966           | Actif               |
| Phare de la pointe Sherman |              | Canal Lynn                          | 58° 51′ 18″ N, 135° 09′ 06″ O | 42 pieds (13 m)  | 1904                 |                | Inactif, remplacé   |
| Phare de l'île Fairway     |              | Détroit Peril                       | 57° 26′ 29″ N, 134° 52′ 17″ O | 6 pieds (2 m)    | 1904                 |                | Inactif, remplacé   |
| Phare de l'île Guard       |              | Détroit de Clarence                 | 55° 26′ 45″ N, 131° 42′ 42″ O | 74 pieds (23 m)  | 1904, 1924           |                | Actif               |
| Phare de Lincoln Rock      |              | Détroit de Clarence                 | 56° 03′ 24″ N, 132° 41′ 51″ O | 41 pieds (12 m)  | 1903                 |                | Démoli              |
| Phare de l'île Mary        |              | Île Mary                            | 55° 05′ 56″ N, 131° 10′ 54″ O | 61 pieds (19 m)  | 1903, 1937           |                | Actif               |
| Phare de la pointe Retreat |              | Île de l'Amirauté                   | 58° 24′ 40″ N, 134° 57′ 11″ O | 63 pieds (19 m)  | 1904                 |                | Actif               |
| Phare de la pointe Tree    |              | Canal Revillagigedo                 | 54° 48′ 10″ N, 130° 56′ 02″ O | 58 pieds (18 m)  | 1903,1935            |                | Actif               |

## Sources
- (en) « Historic Light Station Information & Photography: Alaska », USCG
- (en) Russ Rowlett, « Lighthouses of the United States: Alaska », The Lighthouse Directory, Université de Caroline du Nord à Chapel Hill
- Pour l'ensemble des points mentionnés sur cette page : voir sur OpenStreetMap (aide), Bing Cartes (aide) ou télécharger au format KML (aide).